# Swalot
Swalot is een Pokémon van het soort gif. Hij evolueert van Gulpin, vanaf level 26. Een Swalot is paars gekleurd, maar zijn pre-evolutie Gulpin is lichtgroen. Echter, de Shiny versies van de Pokémon zijn wel allebei dezelfde kleur, namelijk lichtblauw. Een Swalot heeft een heel grote maag, waarin het alles kan verteren. Dit lukt hem door het gebruik van zijn sterke maagzuren. Een Swalot eet alles op wat hij maar in zijn mond kan stoppen.  Van Swalot wordt vaak gezegd dat het een slecht concept is, en gewoon gestolen van het idee voor Muk en Grimer. Maar veel mensen, waaronder de gebruiker Shiny Swalot. Swalots kunnen alleen in het wild gevonden worden in de spellen Pokémon Zwart 2 en Wit 2. Verder kunnen ze ook gevonden worden in bepaalde Vriend-safari's in Pokémon X&Y.